# Massacre de l'école militaire de Kamychine
Le massacre à l'école militaire Kamychine est une fusillade ayant lieu dans la nuit du 9 mars 1997 à l'école supérieure de commandement et d'ingénierie de construction militaire de Kamychine. Six étudiants sont tués et deux sont blessés.